# المشتبة (أسلم)

تعديل مصدري - تعديل

المشتبة هي إحدى قرى عزلة أسلم الشام بمديرية أسلم التابعة لمحافظة حجة، بلغ تعداد سكانها 230 نسمة حسب تعداد اليمن لعام 2004.